# Molophilus avidus
Molophilus avidus är en tvåvingeart som beskrevs av Alexander 1940. Molophilus avidus ingår i släktet Molophilus och familjen småharkrankar.
Artens utbredningsområde är Nordkorea. Inga underarter finns listade i Catalogue of Life.